# Copelatus clarki
Copelatus clarki är en skalbaggsart som beskrevs av Sharp 1882. Copelatus clarki ingår i släktet Copelatus och familjen dykare. Inga underarter finns listade i Catalogue of Life.